# Absent in Body
Absent in Body ist eine 2017 gegründete Post-Metal- und Sludge-Band, die aus Mitgliedern der Bands Amenra, Sepultura und Neurosis besteht.

## Bandgeschichte
Absent in Body entstand im Jahr 2017 durch den Amenra-Gitarristen Mathieu J. Vandekerckhove und dem Neurosis-Sänger und Gitarrist Scott Kelly. Der ursprüngliche Plan, sich an der The Abyss Stares Back #5 Split-EP von Hypertension Records zu beteiligen, wurde noch während des Songwritings verworfen. Da die entstandenen Ideen den Veröffentlichungen von Amenra sehr ähnelten, wurde dessen Frontmann Colin H. Van Eeckhout angeboten, der Band als Bassist und Gitarrist beizutreten. Gemeinsam nahm das Trio anschließend einen 20-minütigen selbst betitelten Song auf, nachdem auch der ehemalige Sepultura-Schlagzeuger Igor Cavalera zu Band hinzustieß.
Die Aufnahmen für das Plague God betitelte Album fanden über die Jahre im hauseigenen Studio des Amenra-Bassisten Tim De Gieter in Belgien statt. Dafür reisten Scott und Igor mehrmals aus Oakland beziehungsweise London an. Am 1. Februar wurde dann die erste Singleauskopplung des Albums, The Acres/The Ache, samt Musikvideo veröffentlicht. Darauf folgten zwei weitere Singles, Sarin und Rise from Ruins, bevor am 25. März 2022 Plague God unter Relapse Records erschien. Hauptsongwriter des Albums ist Gitarrist Vandekerckhove, der vor allem von lokalen EBM Künstlern wie Front 242 oder Revolting-Cocks-Gründer Luc van Acker inspiriert wurde. Lyrisch ist Plague God stark von der Covid-19-Pandemie, der damit verbundenen Isolation und von aktuellen weltweiten politischen Unruhen geprägt. Laut Kritikern des Metal-Hammer-Magazins vermittelt das gesamte Album eine stark nihilistische Stimmung.

## Stilistische Einordnung
Stilistisch ist Absent in Body dem experimentellen Sludge und Post-Metal, mit Einflüssen aus Industrial und EBM zuzuordnen. Neben atmosphärischen Ambient-Soundwänden kommen aber auch Drone Elemente in den Songs vor. Gesanglich wechselt van Eeckhout von tiefem, verzerrtem Growling über den, bereits von seiner Arbeit mit Amenra bekannten, melodischen, schmerzverzerrten, verzweifelten Kreischgesang, bis hin zu gesprochenen Passagen. Dieser wird unterlegt von den, ebenfalls von Amenra bekannten, Gitarrenwänden, die von „verstörenden Soundscapes“ unterbrochen werden.

## Diskografie
- 2017: Absent in Body (Demo, Eigenveröffentlichung)
- 2022: Plague God (Album, Relapse Records)